# 파티피플 공명
《파티피플 공명》(일본어: パリピ孔明 파리피 고메[*])는 요츠바 유토(원작), 오가와 료(작화)에 의한 일본의 만화이다. 《코믹 DAYS》(코단샤)에서 2019년 12월 31일부터 2021년 11월 16일까지 연재했다. 그 후 《주간 영 매거진》(코단샤)에 이적해, 2021년 52호부터 연재하고 있다.
오장원 전투에서 병사한 제갈량이 젊을 때의 모습으로 할로윈 한가운데의 현대 일본 도쿄 시부야에서 환생해, 거기서 만난 싱어송라이터 츠키미 에이코의 꿈을 이루어주는 군사로서 활약하는 모습을 그리는 이야기. 일본어 원문의 제목의 파리피(パリピ)는 '파티 피플'이 일본에서 줄어진 단어로부터 유래한다.
제1권 발매시에는 TVCM, 제2권 발매시에는 보이스 첨부의 기념 PV, 및 제1화의 디지털 보이스 코믹이 공개되었다.
2020년에는 '다음에 올 만화대상 2020'에서 특별상에 해당하는 'U-NEXT상'을 수상했다.
2023년 5월 시점에서 단행본의 누계 부수는 160만 부를 돌파했다.
2022년 4월부터 6월까지 TV 애니메이션이 방송되었다.

## 줄거리
때는 기원 234년, 중국에서 위・촉・오의 3개국이 패를 겨루고 있던 삼국시대. 희대의 천재와 구속받은 촉의 군사(軍師) 제갈 공명은, 위와 촉이 싸우는 고조하라 전투의 한가운데에 병에 쓰러져, 이번에 "다음의 삶이 있다면, 싸움이 없는 평화로운 시대에 태어나고 싶다고 바라며 병으로 죽었다.
그리고 때는 흐르고, 현대의 일본. 죽어야 할 제갈량은 젊어진 상태로 다시 삶을 얻았고, 왠지 중국이 아닌 도쿄 시부야에서 일어났다. 그 직후 술취한 젊은이들에게 데리고 들어간 한 건의 클럽에서 제갈량은 츠키미 에이코라는 달려오는 싱어송라이터의 가성에 매료된다.
다음날 아침, 시부야의 길가에서 술취해 잠들었던 제갈량은 에이코에게 발견되어 보호되어 자신이 약 1800년 후의 일본으로 환생한 것을 안다. 제갈량은 자신을 보호하고 마음을 채워준 에이코의 은의에 보답하기 위해 군사(매니저)가 될 것을 제안하고, 그녀를 슈퍼스타로 만들기 위해 그 지략으로 수많은 기적을 일으켜 간다 .

## 등장인물
제갈량 (자 공명)(諸葛亮)
성우 - 오키아유 료타로
본작의 주인공 중 한 명.삼국지 시대 촉나라의 승상을 지낸 제갈량공명 그 사람.
오장원에서 이번 때 다음 세상에서는 전쟁이나 생명을 뺏는 일이 없는 세계에 태어나기를 바라면서 병사했는데, 젊을 때의 모습으로 할로윈 한가운데의 현대 일본의 시부야로 전생. 할로윈을 누리는 젊은이들의 모습을 목격한 데다 클럽에서 테킬라를 억지로 마신 것으로 당초는 지옥으로 떨어진 것으로 착각하고 있었다.
거기서 만난 츠키미 에이코에게 보호받게되어, 에이코의 스마트폰으로 위키백과에 있는 제갈량 항목을 보고, 자신이 1800년 후의 세계로 환생한 것을 깨닫는다. 다만, 그때는 순식간에 현대사회에 순응하면서, 제2의 인생을 에이코의 노래에 감명을 받아 군사(실질적으로는 매니저)로서 그 꿈을 이루고, 전세에서 할 수 없었던 '천하태평'을 자신의 목적으로서 활동을 시작한다.
평소에는 게임 등에서 그려지는 삼국 시대의 한푸에 깃털 부채 스타일 그대로의 모습을 하고 있으며, 코스프레로 착각되기도 하는 등 현대 일본에서는 매우 맞지 않지만, 본인은 전혀 생각하지 않는다. 또 그 모습과 자칭으로 코바야시를 비롯해 삼국지를 알고 있는 사람에게는 '제갈공명이 되고 싶은 사람이라고 생각되고 있다. 덧붙여서 한푸는 때때로 동전 세탁방에서 세탁하고 있으며, 세탁 중에는 세탁 옆에서 저지 모습이다.
츠키미 에이코(月見英子)
성우 - 혼도 카에데, 96네코(가창)
본작의 주인공 중 한 명. 가수 EIKO로서 싱어송라이터를 목표로 하는 여성.
교토 출신으로 부모가 이별하고 할머니에 의해 키워졌으며, 고등학교의 수학 여행으로 방문한 시부야에서 전철로 뛰어들어 자살하려고 했던 것을 코바야시에 구원받아 그가 경영하는 BB 라운지에서 게스트 출연하고 있던 미국의 가희 마리아 디젤의 노래에 의해 희망을 되찾고, 스스로도 가수로서 사람을 감동시킨다는 꿈을 갖는다. 가수로서의 실력은 확실하지만 공명을 만난 시점에서는 지명도가 낮고 자기 부정적이고, 그 꿈을 반쯤 포기하고 있었지만 공명의 뒷받침에 의해 서서히 성장해 간다.
삼국지에는 지식이 희박하고 역사상의 인물로서의 공명을 거의 모른다. 또 '군사', '민초'라고 하는 옛 단어에도 잘 모른다. 현재의 공명의 환생의 이야기도 그다지 믿지 않지만, 매니저로서는 신뢰를 보이게 된다.
코바야시(小林)
성우 - 후쿠시마 준
BB 라운지의 오너. 강면의 인물이지만 극도의 삼국지 덕후로 바둑을 즐긴다.
KABE 타이진(KABE太人)
성우 - 치바 쇼야
본명은 카베 타이진(일본어: 河辺太人)이다. MC배틀 선수권 DRM 3년 연속 제패, 무적의 프리스타일러라는 별명을 가진 젊은 래퍼.
DJ SATORI
BB 라운지 DJ.
에이코의 팬 1호
성우 - 하나에 나츠키
공명에게 그림자로 고용된 스태프 중 한 명.안경을 쓴 인물로 에이코의 사진을 보수로 공명의 수족으로서 영상을 편집하고 정보를 수집하거나 인터넷 여론을 조성하는 등의 일을 하는 유능한 인물. 애니메이션 제11화에서 성우가 처음 등장했다.
MIA 이리오모테(MIA西表)
성우 - 코바야시 유우
적토마 쿵후(赤兎馬カンフー)
성우 - 키무라 스바루
거리 출신의 젊은 카리스마 래퍼. KABE 타이진이 동경하는 인물.
AZALEA
쿠온 나나미(久遠七海)
성우 - 야마무라 히비쿠, Lezel (가창)
AZALEA의 베이시스트 겸 보컬. 에이코와는 오리지널 악곡 제작에 고민하다 슬럼프에 빠지던 중 만나 의기투합한다.
이치카(一夏)
성우 - 이시가미 시즈카
AZALEA의 기타리스트.
후타바(双葉)
성우 - 카호 나루미
AZALEA의 드러머.
카라사와(唐澤)
성우 - 마도노 미츠아키
AZALEA의 프로듀서.
스티븐 키드
성우 - 엔도 다이치
일본인 편곡가이자 피아니스트. 닉네임은 키드.
'세계의 최강 꽃미남 DJ'를 자칭하며 서머 소니아에도 출연 경험이 있다. 10만 좋아요 기획을 향해 에이코가 만든 신곡의 레코딩을 담당한다.

## 서지 정보
- 요츠바 유토(원작)·오가와 료(작화) 《파티피플 공명》 코단샤 〈영 매거진 코믹스〉
  1. 2020년 4월 8일 발행(같은 날 발매[11][12]), ISBN 978-4-06-519219-1
  2. 2020년 7월 8일 발행(같은 날 발매[5][13]), ISBN 978-4-06-520198-5
  3. 2020년 10월 14일 발행(같은 날 발매[14]), ISBN 978-4-06-520998-1
  4. 2021년 1월 13일 발행(같은 날 발매[15]), ISBN 978-4-06-522012-2
  5. 2021년 4월 14일 발행(같은 날 발매[16]), ISBN 978-4-06-522928-6
  6. 2021년 7월 14일 발행(같은 날 발매[17]), ISBN 978-4-06-523989-6
  7. 2021년 11월 18일 발행(같은 날 발매[18]), ISBN 978-4-06-525885-9
  8. 2022년 1월 6일 발행(같은 날 발매[19]), ISBN 978-4-06-526485-0
  9. 2022년 4월 6일 발행(같은 날 발매[20]), ISBN 978-4-06-527465-1
  10. 2022년 7월 6일 발매[21], ISBN 978-4-06-528482-7
  11. 2022년 10월 6일 발매[22], ISBN 978-4-06-529480-2
  12. 2023년 1월 6일 발매[23], ISBN 978-4-06-530382-5
  13. 2023년 4월 6일 발매[24], ISBN 978-4-06-531377-0
  14. 2023년 7월 6일 발매[25], ISBN 978-4-06-532251-2
  15. 2023년 10월 5일 발매[26], ISBN 978-4-06-533371-6
  16. 2024년 1월 9일 발매[27], ISBN 978-4-06-534296-1

## TV 애니메이션
2022년 4월부터 6월까지 TOKYO MX 등에서 방송되었다. 제작을 맡은 P.A.WORKS에 있어서는 처음으로 맡은 만화 원작의 애니메이션이 된다. 마스타니 야스노리가 나레이션을 담당.
오장원에서 병사한 공명이 시부야에서 환생하고 나서 '좋아요 10만 기획'의 결말까지를 그린다. 본작의 애니메이션 제작 기간은 1년 수개월. 제1화 가장 빠른 방송 개시 3개월 전인 2021년 말에 전화수의 제작을 마치고 납품하였다. 또 '에이코와 나나미 가장 친한 친구의 2명이 리얼한 J-POP의 히트곡을 노래해 보았다!기획'으로서 같은 해 5월 26일부터 커버 악곡 동영상을 업로드한다. 가창은 각각의 가창 캐스트가 담당하며 악곡은 4곡 모두 에이벡스 소속 아티스트의 곡이 선정되었다. 26일에는 '사쿠란보 (에이코)'와 'survival dAnce 〜no no cry more〜 (나나미)'가, 27일에는 'real Emotion (에이코)'와 'DEPARTURES (나나미)'가 업로드되었다.

### 스태프
- 원작 - 요츠바 유토, 오가와 료
- 감독 - 혼마 오사무
- 시리즈 구성 - 요나이야마 요코
- 캐릭터 디자인 - 세키구치 카나미
- 총작화 감독 - 세키구치 카나미, 이토 사치
- 프롭 설정 - 미야오카 마유미, 마키노 히로미
- 미술 감독 - 히가시 준이치
- 미술 설정 - 후지이 유타
- 색채 설계 - 에구치 아사미
- 3D 감독 - 이치카와 모토나리
- 촬영 감독 - 토미타 요시미츠
- 편집 - 타카하시 아유무
- 특수 효과 - 무라카미 마사히로
- 음향 감독 - 이이다 사토키
- 음악 - 히코타 겐키
- 음악 제작 - 에이벡스 픽처스
- 제작총괄 - 호리카와 켄지
- 프로듀서 - 후지노 마야, 아오이 히로유키, 마츠무라 카즈토, 이토 요헤이
- 애니메이션 프로듀서 - 츠지 미츠히토, 야마모토 히카루
- 애니메이션 제작 - P.A.WORKS
- 제작 - "파티피플 공명" 제작위원회(DMM pictures, MBS, 에이벡스 픽처스, 코단샤)

### 주제가·삽입곡

#### 주제가
치키치키 반반
lol의 hibiki와 moca, FAKY의 Akina 와 Taki, GENIC 의 카나야 마리오로 구성된 유닛 "QUEENDOM"에 의한 오프닝 테마. 헝가리 가수 JOLLY에 의한 악곡 'Bulikirály'의 일본어 커버다. 작곡은 Tarcsi Zoltan, 편곡은 MOR(Eurobeat Union), 일본어화는 RUCCA .
기분업업↑↑
mihimaru GT에 의한 동명 악곡의 커버가 되는 엔딩 테마. 작사는 hiroko(작사), mitsuyuki miyake, 작곡은 mitsuyuki miyake, 히비노 겐키, Shifo, 편곡은 히코다 겐키 .
노래는 EIKO Starring 96네코, 제갈공명(오키아유 료타로), KABE 타이진(치바 쇼야), 쿠온 나나미 starring Lezel. KABE 타이진은 제5화부터, 쿠온 나나미는 제7화로부터 가창에 참가한다.
DREAMER
EIKO Starring 96네코에 의한 제4화 엔딩 테마. 작사는 BOUNCEBACK, 작곡·편곡은 ats-. 제10화에서 곡명이 정해질 때까지는 '롯폰기 우동집(가제)'이었다.

#### 삽입곡
I'm still alive today acoustic ver.
EIKO Starring 96네코의 음악. 작사는 Kenn Kato, 작곡·편곡은 이와타 히데후사, 나가노 다이스케.
Be Crazy For Me
EIKO Starring 96네코의 음악. 작사는 Kenn Kato, 작곡은 오오니시 카츠미, 편곡은 히비노 히로후미.
Shooting Star
EIKO Starring 96네코의 음악. 작사는 leonn, 작곡은 BOUNCEBACK, 편곡은 히비노 히로후미.
Make it real
MIA(코바야시 유우)에 의한 곡. 작사는 Kenn Kato, 작곡·편곡은 ats-.
Find the way
EIKO Starring 96네코의 음악. 작사는 코마츠 레나, 작곡은 타고 쿠니오 , 편곡은 요네다 히로노리.
I'm still alive today 七海 ver. (I'm still alive today 나나미 ver.)
쿠온 나나미 Starring Lezel의 곡. 작사는 Kenn Kato, 작곡·편곡은 이와타 히데후사, 나가노 다이스케.
I'm still alive today EIKO&七海 ver. (I'm still alive today EIKO&나나미 ver.)
EIKO Starring 96네코와 쿠온 나나미 Starring Lezel의 음악. 작사는 Kenn Kato, 작곡·편곡은 이와타 히데후사, 나가노 다이스케.
DREAMER
EIKO Starring 96네코의 음악. 작사는 BOUNCEBACK, 작곡·편곡은 ats-.
'롯폰기 우동집(가제)'의 정식 타이틀.
UNDERWORLD LIVE ver.
EIKO Starring 96네코의 음악. 작사는 kenko-p, 작곡·편곡은 ats-.
UNDERWORLD
AZALEA(쿠온 나나미 Starring Lezel)에 의한 악곡. 작사는 kenko-p, 작곡·편곡은 ats-.
ChocoPate
AZALEA(쿠온 나나미 Starring Lezel)에 의한 악곡. 작사는 leonn, 작곡·편곡은 히비노 히로후미.

### 방영 목록
| 화수 | 제목                                               | 각본              | 그림 콘티         | 연출              | 작화 감독                                                                                      | 방송일         |
| ---- | -------------------------------------------------- | ----------------- | ----------------- | ----------------- | ---------------------------------------------------------------------------------------------- | -------------- |
| #01  | 孔明、渋谷に降り立つ 공명, 시부야에 강림하다       | 요나이야마 요코   | 혼마 오사무       | 혼마 오사무       | 미야시타 유지 이토 유키 야마무라 토시유키                                                      | 2022년 4월 5일 |
| #02  | 孔明、計略を使う 공명, 계략을 쓰다                 | 요나이야마 요코   | 혼마 오사무       | 나카니시 모토키   | 오가사와라 유우 장상미 윤승현 함경미 호성진 이성만                                             | 4월 12일       |
| #03  | 孔明、進むべき道を知る 공명, 나아가야 할 길을 알다 | 테라니시 나츠     | 오이카와 케이     | 후지이 야스오     | 코지마 아스카 하나와 미유키 김기남                                                             | 4월 19일       |
| #04  | 孔明、道を照らす 공명, 길을 비추다                 | 요나이야마 요코   | 니시타 마사요시   | 이타비사시 미치루 | 타카하시 아키라 하나와 미유키 타테자키 히로시 사이토 카오리 쿠라타 마모루 장상미 윤승현 함경미 | 4월 26일       |
| #05  | 孔明、韻を踏む 공명, 운을 맞추다                   | 시라사카 히데아키 | 이마이즈미 켄이치 | 모리타 유키       | 이토 유키 이가라시 슌스케                                                                      | 5월 3일        |
| #06  | 孔明's フリースタイル 공명's 프리스타일            | 시라사카 히데아키 | 혼마 오사무       | 코바야시 아야     | 이노우에 유스케 야마무라 토시유키 후쿠이 마키 타카하시 아키라 호성진                           | 5월 10일       |
| #07  | 天下泰平の計vol.1 천하태평계 Vol.1                 | 테라니시 나츠     | 니시타 마사요시   | 타카하시 아키라   | 코지마 아스카 이토 유키 오가사와라 유우 카토 아스미 카미야 미야코 황미정 홍인수 박영희 배근영  | 5월 17일       |
| #08  | 自分を探す 나를 찾다                               | 테라니시 나츠     | 아사이 요시유키   | 후지이 야스오     | 코지마 아스카 미야시타 유지 하나와 미유키 박애리 송진희                                        | 5월 24일       |
| #09  | たみくさのために 백성을 위해서                     | 시라사카 히데아키 | 나가누마 노리히로 | 아와이 시게노리   | 타나카 아야 나카야마 미유키 야마무라 토시유키 이상짐 사토 코노미                               | 5월 31일       |
| #10  | DREAMER                                            | 요나이야마 요코   | 니시타 마사요시   | 스즈키 타쿠마     | 아마노 카즈코 타카하시 아키라 사토 코노미 박애리 송진희 홍유미 이종만                          | 6월 7일        |
| #11  | 草船借箭 초선차전                                  | 요나이야마 요코   | 허종              | 타카무라 아키라   | 이노우에 유스케 야마무라 토시유키 카와구치 히로아키 오가사와라 유우 이상진                     | 6월 14일       |
| #12  | 英子の歌 에이코의 노래                             | 요나이야마 요코   | 혼마 오사무       | 혼마 오사무       | 코지마 아스카 아마노 카즈코 미야시타 유지 이토 유키 사토 코노미 이상진                         | 6월 21일       |

## TV 드라마
2023년 9월 27일부터 11월 29일까지 후지 TV 계열 '수요일 밤 10시 시간대'에 방송되었다. 주연은 무카이 오사무.

### 방영 목록
| 화수                                                                 | 방송일          | 제목                                                             | 연출            | 시청률 |
| -------------------------------------------------------------------- | --------------- | ---------------------------------------------------------------- | --------------- | ------ |
| 제1화                                                                | 2023년 9월 27일 | 諸葛孔明、渋谷に降臨! 제갈공명, 시부야에 강림!                   | 시부에 슈헤이   | 6.1%   |
| 제2화                                                                | 10월 4일        | 孔明、フェスに初参戦! 공명, 페스티벌에 첫 참전!                  | 시부에 슈헤이   | 5.3%   |
| 제3화                                                                | 10월 11일       | 気弱な最強ラッパーを仲間に!? 심약한 최강 래퍼를 동료로!?         | 시부에 슈헤이   | 5.5%   |
| 제4화                                                                | 10월 18일       | ラップバトル開幕!! 랩 배틀 개막!!                                | 시부에 슈헤이   | 4.0%   |
| 제5화                                                                | 10월 25일       | 孔明、敵陣に潜入!? 공명, 적진에 잠입!?                           | 이케다 치히로   | 3.8%   |
| 제6화                                                                | 11월 1일        | 孔明の計略、10万イイネを盗め! 공명의 계략, 10만 좋아요를 훔쳐라! | 이케다 치히로   | 4.5%   |
| 제7화                                                                | 11월 8일        | 孔明とミアの密談!? 공명과 미아의 밀담!?                          | 와타나베 아츠시 | 3.8%   |
| 제8화                                                                | 11월 15일       | 孔明、仲間に策を仕掛ける!? 공명, 동료에게 계책을 걸다!?          | 시부에 슈헤이   | 3.6%   |
| 제9화                                                                | 11월 22일       | ケイジ始動!孔明陣営、大ピンチ!? 케이지 시동! 공명 진영, 대위기!? | 이케다 치히로   | 3.7%   |
| 제10화                                                               | 11월 29일       | さよなら孔明― 안녕 공명                                          | 시부에 슈헤이   | 4.4%   |
| 평균 시청률 4.5%(시청률은 비디오 리서치 조사, 간토 지방·세대·실시간) |                 |                                                                  |                 |        |